# 주전선 충상단층
주전선 충상단층(Main Frontal Thrust, MFT) 또는 히말라야 전선단층(Himalayan Frontal Thrust, HFT)는 히말라야산맥과 인더스-갠지스 평원의 경계를 정의하는 히말라야의 지질학적 단층이다. 이 단층은 지표상에 드러나 있어 위성 사진을 통해 잘 볼 수 있다. 이는 히말라야 변형대 전선에서 가장 젊으며 최남단에 있는 충상단층 구조이다. 주전선 충상단층은 주 히말라야 충상단층(MHT)의 근원 활탈면으로 갈라진 가지단층이다.

## 지질학적 환경
MHT에서 갈라져 나온 평행한 가지단층으로는 크게 주전선 충상단층과 주경계 충상단층(MBT)로 나눌 수 있다. 반다 제도부터 미얀마까지 이어진 순다 메가스러스트는 MFT에 합류한다. MFT는 서북-동남 방향 축선의 주향이며 각도는 북쪽으로 대략 20° ~30°이다.
주전선 충상단층은 신생대 시기 활동했던 히말라야 조산대의 또 다른 대형 충상단층이다. 조산대 충상단층은 약 20 km 간격을 두고 MFT와 평행하게 이어져 있다.

## 수렴 속도
MFT가 수렴하는 속도는 지역마다 다르며 아래 표는 각 지역별로 수렴하면서 땅이 줄어들고 있는 속도를 표시했다.
| 지역     | 비율 (mm/yr) |                                                           |
| -------- | ------------ | --------------------------------------------------------- |
| 파키스탄 | 14 ± 4       | 히말라야산맥 내 작은 여러 단층도 수렴에 영향을 주고 있다. |
| 서북인도 | 10-14        |                                                           |
| 네팔     | 21 ± 1.5     |                                                           |
| 부탄     | 15-20        |                                                           |

## 지진 활동
MFT는 인도판의 모든 섭입하는 힘을 받아내고 있으므로 이 단층을 따라 역사상 여러 지진이 발생했으며, 미래에도 큰 규모의 지진이 발생할 수 있다고 추정된다. MFT에서 일어난 지진으로 지반 파열까지 보일 정도로 매우 강했던 지진으로 규모 M8.1의 1934년 네팔-비하르 지진, 규모 M8.2~8.8의 1505년 로무스탕 지진이 있다.